# Baie de Carlisle
 (avril 2024).
Si vous disposez d'ouvrages ou d'articles de référence ou si vous connaissez des sites web de qualité traitant du thème abordé ici, merci de compléter l'article en donnant les références utiles à sa vérifiabilité et en les liant à la section « Notes et références ».
La baie de Carlisle (en anglais : Carlisle Bay) est une baie du sud de Bridgetown, capitale de l'île caribéenne de la Barbade.

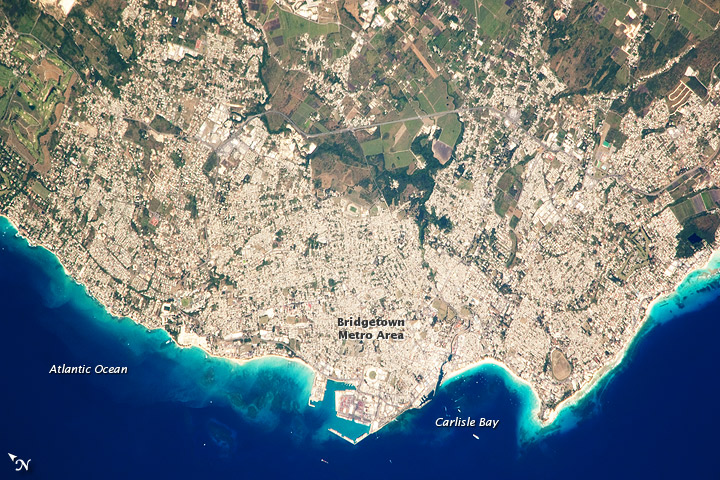
Bridgetown et la baie de Carlisle.

Elle tient son nom de James Hay, comte de Carlisle et 1er propriétaire de la Barbade.